# Wheatfield (Indiana)
Wheatfield – miasto w Stanach Zjednoczonych, w stanie Indiana, w hrabstwie Jasper.